# 屈光不正
屈光不正（refractive error，ametropia）即“眼睛的折射誤差”，是因眼球构造而讓光無法正確聚焦在視網膜上的問題。屈光不正的操作定义为：在调节松弛的情况下，来自5米以外的平行光线经过眼的屈光系统，却不能在黄斑中心凹形成焦点，也不能清晰成像的现象。
常見的屈光不正有近視、遠視、散光和老花等。近視是看遠方物體模糊不清，遠視和老花是看近物模糊不清，散光是視物呈現不規則延伸或模糊。屈光不正可能併發症狀有複視、頭痛和眼睛疲勞。
近視是因為眼球長度過長，遠視則是因為眼球長度過短，散光是因為眼角膜形狀問題，老花眼則是因老化而無法有效控制眼睛的水晶體形狀。部分眼屈光不正的患者父母也有類似問題。確診方式是做視力測試。
屈光不正可經由佩戴眼鏡、隱形眼鏡或接受手術來矯正。佩戴眼鏡是最簡單也最安全的治療方式；隱形眼鏡則可以提供較寬闊的視野，但也伴隨著感染的風險。而接受屈光手術可以永久改變眼角膜的形狀。
據估計，全球約有 10~20 億人口患有屈光不正。依地區不同，比例差距甚大；例如佔歐洲 25% 人口，但在亞洲卻高達 80% 人口。其中最常見的就是近視，其比例約佔成人的 15~49% ，孩童中則約佔 1.2~42%。遠視則較常見於幼童及年長者。患有老花眼者主要都在 35 歲以上。據估計，2013年患有屈光不正者約有6.6億（每100人中就有10人），其中的 9500 萬人因此而失明。眼屈光不正是視力喪失最常見的原因之一，其他原因包含白內障、黃斑部退化，以及缺乏維生素A。

## 屈光不正的分类
1. 由于眼的屈光作用可使外面进入的平行光形成焦点，但这个焦点不像正视眼那样恰好落在视网膜上，根据焦点与视网膜的位置关系，焦点在视网膜之后者为远视；焦点在视网膜之前为近视。
2. 由于外面进入的平行光线通过眼屈光系统不能成焦点。散光即为这种情况。

## 引起屈光不正的原因分类
1. 屈光系统中组成部分的位置关系：
  - 视网膜离眼光学系统太近或太远，即眼轴过短或太长。成为轴性远视或近视。
  - 晶状体异位，向前脱位成为近视，向后脱位成为远视。
2. 屈光体表面不正常：
  - 角膜或晶状体表面弯曲度过小或过大，成为曲率性远视或近视。
  - 屈光表面不规则，即在不同子午线上弯曲度有差别，成为散光。
    - 弯曲度差别最大的两子午线互相成直角，称为规则散光。
    - 弯曲度差别最大的两子午线不成直角，称为双斜散光。
    - 各子午线的屈光不等，或同一子午线上各部分之间屈光不等，称为不规则散光。
3. 屈光成分偏斜（引起散光）：
  - 晶状体位置的偏斜，视网膜的偏斜
4. 屈光成分的折射率不正常：
  - 主要因为房水、晶状体和玻璃体三者任意个折射率过高或过低，都会形成远视或近视。
  - 若在同一屈光介质中的不同部位发生不规则的折射率改变，会形成不规则散光。
5. 在屈光系统中缺少屈光成分：
  - 常见的是晶状体的缺失，即无晶状体，可形成高度远视。